# 慕容臧
慕容 臧（ぼよう ぞう、生没年不詳）は、五胡十六国時代の前燕の皇族。昌黎郡棘城県の出身。前燕初代皇帝慕容儁の庶長子。

## 生涯
元璽3年（354年）4月、楽安王に封じられた。
撫軍将軍に任じられた。
光寿2年（358年）9月、濮に割拠する李歴討伐に向かった。慕容臧は李歴を破り、滎陽に敗走させて、その配下を降伏させた。
10月、東晋の泰山郡太守諸葛攸が東郡を攻め、武陽へ侵攻した。慕容臧・太宰慕容恪・司空陽騖が迎撃に向かい、諸葛攸を泰山へ敗走させた。そのまま軍を進めて河南を攻略して、守将を置いて帰還した。
建熙8年（367年）5月、慕容恪が病により重篤に陥り、慕容臧を呼び出した。慕容恪は前燕を狙う東晋と前燕の脅威、呉王慕容垂を大司馬に据えること、身を慎み国家を忘れないこと等を言い遺し、間もなく亡くなった。
建熙10年（369年）6月、東晋の大司馬桓温が前燕へ侵攻に対し、皇帝慕容暐から使持節・南討大都督に任じられ、諸軍を率いての迎撃を命じられた。慕容臧は敗れ、散騎常侍李鳳を前秦に派遣、救援を求めた。
7月、慕容臧に代わり、車騎大将軍慕容垂が使持節・南討大都督に任じられ、対東晋軍の総指揮をとった。
衛大将軍に任じられた。
建熙11年（370年）1月、慕容臧は10万の兵を率いて、前秦軍に攻められている洛陽救援に向かった。慕容臧は新楽に城を築き、石門で前秦軍を破り、将軍楊猛を捕らえた。前秦軍から慕容垂の子の慕容令が慕容臧の元へ出奔してきた。慕容臧は慕容令を鄴へ送った。
滎陽まで進んで屯した。王猛は洛州刺史鄧羌・建威将軍梁成らに1万余の兵で迎撃させた。両軍は石門で戦い、慕容臧は1万余を討ち取られて大敗した。その後、梁成と戦い、3千余を討ち取られ、将軍楊璩が捕らえられた。慕容臧は新楽を捨てて、鄴へ敗走した。
11月、前秦軍により鄴を失陥すると、慕容臧は慕容暐・太傅慕容評・定襄王慕容淵・左衛将軍孟高・殿中将軍艾朗らとともに鄴を脱出して龍城へ向けて逃亡した。
これ以後の事績は、史書に記されていない。

## 家系

### 父
- 慕容儁 - 字は宣英

### 兄弟
- 慕容曄 - 嫡長子、字は景先
- 慕容暐 - 嫡次子で三男、字は景茂
- 慕容亮 - 字は永興
- 慕容温
- 慕容渉
- 慕容泓
- 慕容沖

### 姉妹
- 清河公主 - 苻堅にとついだ